# Höherer Kommandeur der Marineflugabwehr- und Küstenartillerieschulen
Der Höhere Kommandeur der Marineflugabwehr- und Küstenartillerieschulen (H.K. Flak), auch Höhere Kommandeur der Marineflak- und Küstenartillerieschulen, war eine Kommandobehörde der Kriegsmarine der Wehrmacht. Dieser war einer von sechs Höheren Kommandeuren der Kriegsmarine, welche fachspezifische Schulen der Kriegsmarine unter einer Führung vereinte.

## Geschichte
Im Oktober 1943 wurde die Marine-Flakschulen in acht selbstständige Schulen geteilt und zugleich der Kommandeur zum Höheren Kommandeur der Marineflugabwehr- und Küstenartillerieschulen aus dem Stab der Marine-Flakschule I eingerichtet.
Mit der Einrichtung kam das Artillerieschulschiff Mars von der aufgelösten Marine-Flugabwehrschule I.

## Gliederung
- Marine-Flakschule I (Usedom)
- Marine-Flakschule II (Dax in Südfrankreich)
- Marine-Flakschule III (Misdroy)
- Marine-Flakschule IV (Neuendorf auf Usedom)
- Marine-Flakschule V (Swinemünde)
- Marine-Flakschule VI (Wesel)
- Marine-Flakschule VII (Swinemünde)
- Marine-Flakschule VIII (Zempin)
- Küstenartillerie-Schule (Swinemünde, Althagen)
- Marine-Luftsperrschule (im Juli 1942 in Brunsbüttelkoog aufgestellt, ab Oktober 1944 Duhnen)
  - Kommandeure: 
    - Korvettenkapitän (MA) Otto Heyder: von Juli 1942 bis Januar 1944
    - Korvettenkapitän (MA) Geveke: von Januar 1944 bis Kriegsende
- Marine-Artillerie-Fernsprechschule (Stohl bei Kiel)

Ebenso waren die Schulverband unter Korvettenkapitän/Fregattenkapitän Helmut von Oechelhaeuser (1892–1968) dem Kommando unterstellt. Von Oechelhaeuser war ab Juni 1943 bis Kriegsende Kommandeur des Schulverbands und gleichzeitig bis zum Untergang im April 1944 Kommandant der Mars.

## Kommandeure
- Kapitän zur See Friedrich Böhme: von der Einrichtung bis Mai 1944, ehemaliger Kommandeur der Marine-Flugabwehrschule
- Kapitän zur See Karl-Conrad Mecke: von Mai 1944 bis September 1944
- Fregattenkapitän Klaus Bahr: von September 1944 bis Kriegsende als Stabsoffizier im Stabe in Vertretung[1]